# Одуванчик (фильм, 1985)
«Одуванчик» (яп. タンポポ Тампопо) — японский комедийный фильм 1985 года режиссёра Дзюдзо Итами. Выпущен в прокат 23 ноября 1985 года. Не выпускался в прокат на русском языке.

## Сюжет
Основная линия сюжета рассказывает о владелице лапшичной, где подаётся рамэн. В процессе повествования также рассказываются не связанные с основной сюжетной линией небольшие истории, однако также развивающиеся вокруг еды. Пародируются различные кинематографические штампы.

## Критика
На сайте агрегаторе рецензий Rotten Tomatoes фильм имеет рейтинг 100%, основанный на 56 рецензиях со средним баллом 8,5/10. На сайте Metacritic рейтинг фильма 87 из 100, основанный на 18 рецензиях.